# Koma (optik)
 For alternative betydninger, se Koma (flertydig). (Se også artikler, som begynder med Koma)
Begrebet koma anvendes i optik og især om teleskoper, koma (alias comatic aberration) i et optisk system refererer til aberration i visse optiske mønstre eller som følge af ufuldkommenhed i objektivet eller andre komponenter, som resulterer i punktkilder uden for teleskopets akse såsom stjerner vises forvrænget. Helt konkret, defineres koma som en variation i forstørrelsen over teleskopets indgangspupil. I refraktive eller diffraktive optiske systemer, især dem der danner billeder i et stort spektralområde, kan koma være en funktion af bølgelængden.
Koma er en fejl der især er forbundet til teleskoper der anvender paraboliske spejle. Lys fra en punktkilde (såsom en stjerne) i midten af teleskopets synsfelt (på teleskopets akse) er perfekt gengivet i spejlets brændpunkt (i modsætning til hvad et kugleformet spejl gør, hvor lyset fra den ydre del af spejlet fokuserer tættere på spejlet end lys fra midten – sfæriske aberration). Men når lyskilden er udenfor teleskopets akse (off-akse), reflekteres lyset ikke til det samme punkt. Dette resulterer et billede af punktet som er kileformet. Jo længere væk fra teleskopets midterakse, desto værre er denne virkning. Dette får stjernerne til at synes at have en komethale (cometary coma, deraf navnet). Ordninger for at reducere sfæriske aberration uden at indføre koma omfatter Schmidt, Maksutov og Ritchey-Chrétien optiske systemer.
Koma af en enkelt linse eller et system af linser kan minimeres (og i nogle tilfælde fjernes) ved at vælge krumningerne af linsens overflader så de eliminerer fejlen. Linser, hvor både sfærisk aberration og koma er minimeret ved en givet bølgelængde kaldes bestform eller aplanatiske linser.